# Campionati europei di atletica leggera 1998 - Maratona maschile

## Podio
| Pos.    | Atleta          | Nazionalità | Tempo     |
| ------- | --------------- | ----------- | --------- |
| Oro     | Stefano Baldini | Italia      | 2h 12'01" |
| Argento | Danilo Goffi    | Italia      | 2h 12'11" |
| Bronzo  | Vincenzo Modica | Italia      | 2h 12'53" |

## Record
Prima di questa competizione, il record del mondo (RM), il record europeo (EU) ed il record dei campionati (RC) sono i seguenti:
| Record                | Prestazione | Atleta                   | Data                                  | Competizione                                |
| --------------------- | ----------- | ------------------------ | ------------------------------------- | ------------------------------------------- |
| Record mondiale       | 2h 06'50"   | Belayneh Dinsamo Etiopia | 17 aprile 1988 Rotterdam, Paesi Bassi |                                             |
| Record europeo        | 2h 07'12"   | Carlos Lopes Portogallo  | 20 aprile 1985 Rotterdam, Paesi Bassi |                                             |
| Record dei campionati | 2h 10'31"   | Martín Fiz Spagna        | 14 agosto 1994 Helsinki, Finlandia    | Campionati europei di atletica leggera 1994 |

## Programma
| Data           | Turno  |
| -------------- | ------ |
| 22 agosto 1998 | Finale |

## Risultati

### Finale
Sabato 22 agosto
| Posizione | Atleta              | Paese       | Tempo   | Note |
| --------- | ------------------- | ----------- | ------- | ---- |
| Oro       | Stefano Baldini     | Italia      | 2:12:01 |      |
| Argento   | Danilo Goffi        | Italia      | 2:12:11 |      |
| Bronzo    | Vincenzo Modica     | Italia      | 2:12:53 |      |
| 4         | Julio Rey           | Spagna      | 2:13:17 |      |
| 5         | Alejandro Gómez     | Spagna      | 2:13:23 |      |
| 6         | Antoni Peña         | Spagna      | 2:13:53 |      |
| 7         | Giovanni Ruggiero   | Italia      | 2:13:59 |      |
| 8         | Richard Nerurkar    | Regno Unito | 2:14:02 |      |
| 9         | João Lopes          | Portogallo  | 2:14:19 |      |
| 10        | António Salvador    | Portogallo  | 2:14:28 |      |
| 11        | Abdelhakim Bagy     | Francia     | 2:14:48 |      |
| 12        | Antonio Serrano     | Spagna      | 2:14:58 |      |
| 13        | Muhhamed Mazipov    | Russia      | 2:15:12 |      |
| 14        | Harri Hänninen      | Finlandia   | 2:15:13 |      |
| 15        | Paulo Catarino      | Portogallo  | 2:15:27 |      |
| 16        | Henrique Crisostomo | Portogallo  | 2:15:38 |      |
| 17        | Bjarne Thysell      | Svezia      | 2:15:43 |      |
| 18        | Oleg Strizhakov     | Russia      | 2:15:51 |      |
| 19        | Michael Fietz       | Germania    | 2:15:53 |      |
| 20        | Ottaviano Andriani  | Italia      | 2:16:28 |      |
| 21        | Nikolaos Pollias    | Grecia      | 2:16:38 |      |